# 1532

## أحداث
- تأسيس مدينة بيورا وتقع حاليا في بيرو.
- تأسيس مدينة تومبيس وتقع حاليا في بيرو.
- تأسيس مدينة ساو فيسنتي، ساو باولو وتقع حاليا في البرازيل.
- بداية الحرب العثمانية الصفوية في 1532 والتي انتهت في 1555.

### يونيو
- 23 يونيو - هنري الثامن ملك إنجلترا فرانسوا الأول ملك فرنسا يوقعان معاهدة سرية ضد إمبراطور الإمبراطورية الرومانية المقدسة وملك إسبانيا شارلكان.

## كتب صدرت و نشرت
- الأمير